# Полунята
Полуня́та (рос. Полунята) — присілок у складі Афанасьєвського району Кіровської області, Росія. Входить до складу Ічетовкінського сільського поселення.
Населення становить 35 осіб (2010, 33 у 2002).
Національний склад станом на 2002 рік — росіяни 100 %.